# 北港白津
北港白津（ほっこうしらつ）は、大阪府大阪市此花区にある町名。舞洲の東側に位置する。現行行政地名は北港白津一丁目および北港白津二丁目。町域のほとんどは工場や倉庫などで占められており、2019年（平成31年）3月31日現在の人口は0人である。

## 地理
此花区西部に位置する大阪港（北港）内の人工島・舞洲の東側約1/3を占める町丁で、西に北港緑地と接している。北港緑地との境界は、北の常吉大橋から南の夢舞大橋へ舞洲を南北に貫通する道路である。
常吉大橋は常吉二丁目と、夢舞大橋は夢洲の夢洲東一丁目とを道路で結ぶ。東には北港二丁目との間に此花大橋が架かっている。
南部が一丁目、北部が二丁目である。

## 事業所
2016年（平成28年）現在の経済センサス調査による事業所数と従業員数は以下の通りである。
| 丁目           | 事業所数 | 従業員数 |
| -------------- | -------- | -------- |
| 北港白津一丁目 | 62事業所 | 1,736人  |
| 北港白津二丁目 | 7事業所  | 327人    |
| 計             | 69事業所 | 2,063人  |

## 交通

### 道路
北に常吉大橋、東に此花大橋、南に夢舞大橋が架かる。
此花大橋は阪神高速道路5号湾岸線湾岸舞洲出入口に接続している。

## 施設
- 大阪北港食品流通センター（一丁目）
- 大阪広域環境施設組合舞洲工場（一丁目）
- プロロジスパーク大阪2（一丁目）
- プロロジスパーク舞洲4（一丁目）
- アミティ舞洲（大阪市舞洲障がい者スポーツセンター、二丁目）
- 大阪市舞洲スラッジセンター（二丁目）

舞洲スラッジセンター（下水汚泥処理場）と舞洲工場（ごみ処理施設）は、オーストリアの建築家フリーデンスライヒ・フンデルトヴァッサーによる特徴的なデザインで知られる。

## その他

### 日本郵便
- 〒554-0041[3]（集配局：此花郵便局[7]）